# MaK 800 D
A MaK 800 D négytengelyes dízel-hidraulikus mozdonysorozat, melyet a Maschinenbau Kiel (MaK) gyártott 1953 és 1965 között az első típusprogramjának tagjaként, összesen 104 példányban. A típusnak létezik 1435 mm-es, 1600 mm-es és 1067 mm-es nyomtávú változata is. Svédországban mint SJ T21 és NBJ T, míg Törökországban TCDD DH44100 sorozat üzemel.

## Műszaki részletek
A mozdonyt fő- és mellékvonali tolatási és fővonali szolgálatra tervezték. Ebből a célból a hajtómű kettő, álló helyzetben átkapcsolható sebességfokozattal lett szerelve. A „tolatófokozatban” nagy indító vonóerő biztosított alacsony végsebesség mellett, míg az opcionális „fővonali fokozatban” nagyobb végsebesség és ennek megfelelően alacsonyabb vonóerő érhető el.:2 A mozdonyt négy altípusban kínálták. Az első kettő szolgálati tömege 58–66 tonna, engedélyezett legnagyobb sebessége tolatófokozatban 37 km/h, vonali fokozatban az egyiknek 60 km/h, míg a másiknak az eltérő áttételezés miatt 70 km/h. A harmadik típus szolgálati tömege szintén 58–66 tonna, azonban az engedélyezett legnagyobb sebessége tolatófokozatban 51 km/h, míg vonali fokozatban 80 km/h. A negyedik típus szolgálati tömege legfeljebb 72 tonna, engedélyezett legnagyobb sebessége mindössze 37 km/h, mivel kizárólag tolatófokozattal szerelték.:1
58 tonnás üzemi tömeg esetében a 37 km/h sebességű fokozatban a vonóhorgon mért legnagyobb indító vonóerő 19 100 kilogramm, 51 km/h sebességű fokozatban 17 700 kilogramm, 60 km/h sebességű fokozatban 14 700 kilogramm, 72 km/h sebességű fokozatban 12 500 kilogramm, míg 80 km/h sebességű fokozatban 11 200 kilogramm. 64 tonnás üzemi tömeg mellett ezek az értékek 21 100, 11 700, 14 700, 12 500, illetve 11 200 kilogrammra módosulnak. 72 tonnás üzemi tömeg mellett a 37 km/h maximális sebességet megengedő tolatófokozatban 23 800 kilogramm a vonóhorgon mért legnagyobb indító vonóerő.:1
A típusba a MaK 750 min⁻¹ maximális fordulatszámon 800 metrikus lóerő (588 kW) névleges teljesítményt leadó „MA 301 A” típusú dízelmotorját szerelték.:1 A motor alapjárati fordulatszáma 380 min⁻¹.:1 Ezt a motortípust korábban a MaK 600 D mozdonysorozatnál is alkalmazták, azonban a 800 D esetében kettő darab Brown, Boveri & Cie gyártmányú turbófeltöltővel látták el, így a névleges teljesítménye 200 metrikus lóerővel (147 kW) nagyobb.:1 A mozdonyba a Voith „L 37 zUB” típusú turbóhajtóművét szerelték.:1 A tüzelőanyag-tartály kapacitása 1500, míg a homokládáé 250 liter.:1
A 800 D 1953 és 1956 között gyártott példányai 10 600 mm (420 in), az SJ T21 mozdonyok 11 300 mm (440 in), míg az 1958-tól gyártott egységek 11 360 mm (447 in) hosszúak, illetve az összes példány 3100 mm (120 in) széles és 4150 mm (163 in) magas.:1 Tengelyterhelésük 14,5–18 t (14,3–17,7 angol tonna; 16,0–19,8 amerikai tonna), a mozdony folyóméterenkénti hosszára vetített súlya 5,1–6,3 t (5,0–6,2 angol tonna; 5,6–6,9 amerikai tonna).:1 A mozdonyt 1000–1676 milliméteres nyomtávval lehetett rendelni.:1 A jobb menettulajdonságok elérése érdekében a mozdony Beugniot-tengelyvezérést és „D” tengelyelrendezést, azaz négy hajtott kerékpárt kapott.:2 A Beugniot-emeltyű biztosítja a keréktárcsák alacsony kopását, a felépítmény védelmét és a sima futást mindkét menetirányban.:2

### Mozdonykeret
A 800 D mozdonyok kerete acéllemezekből és hengerelt szelvényekből készült hegesztett kötésű szerkezet. A keret hossz- és kereszttartói, valamint a fedőlemez csavarodásálló egységet alkot. A jármű teljes szélességén átívelő fedőlappal rendelkezik, amely a kisebb kivágások mellett két nagyobb is található a motor és az erőátviteli rendszer számára.:3 Az 1435–1676 milliméteres nyomtávolságú mozdonyokat belső kerettel, míg az 1000–1067 milliméteres nyomtávolságú mozdonyokat külső kerettel és a tengelyekre sajtolt ellensúlyokkal szerelték.:2

### Felépítmények
A mozdony felépítményei három főbb egységre bonthatók; az elülső hosszabb és a hátsó rövidebb gépterek, illetve az azok között található vezetőfülke. A vezetőfülkét minden oldalon nagy ablakokkal szerelték fel a jobb kiláthatóság érdekében. A keskeny géptereknek köszönhetően jó kilátás biztosul az ütközőkre. Többek között ez biztosítja az egyszemélyes és így gazdaságosabb üzemeltetés lehetőségét.:2 A hosszabb géptérben kapott helyet a hűtőrendszer, a dízelmotor és annak a kimeneti tengelyére szerelt rugalmas tengelykapcsoló, ezeket követi vezetőfülke alatt elhelyezkedő a turbóhajtómű és az arra szerelt tartományváltó és hátrameneti fokozat. A rövidebb géptérben a tüzelőanyag- és a főlégtartály van. A kipufogó a hosszabb géptérből kinyúlva a szélvédő közepén kiemelkedik a vezetőfülke fölé. A kipufogócső előtt, a hosszabb géptér tetején helyezkedik el a sűrített levegős makrofon.:5 - A - 713

### Futómű
A futómű négy kerékpárja a Deutsche Bundesbahn előírásai szerint készült. Mindegyik kerékpár egy speciális kovácsolt acél féltengelyből és kettő küllős, öntött acél keréktárcsából áll. A keréktestekre cserélhető, feszítőgyűrűkkel rögzített acélgallérokat zsugorítottak. A keréktárcsák futókör-átmérője új állapotban 1250 mm (49 in), sugárban 40 mm (1,6 in) kopási tartalékkal rendelkeznek, így a legkisebb megengedett futókör-átmérőjük 1170 mm (46 in).:1 A kereket hidraulikusan préselték rá a féltengelyekre. A belső keretes mozdonyok esetében a keréktestek és az ellensúlyok egy darabba vannak öntve. Ezeken a mozdonyokon az öntött acél keréktestekbe préselték a forgattyúcsapokat, amelyek egymáshoz képest 90%-kal el vannak tolva. A külső kerettel rendelkező egységek esetében a kerekekre speciális kivitelű forgattyúcsapokat és ellensúlyokat rögzítettek.:5